# Hugh Baillie
Hugh Baillie, född 1890, död 1966, var en amerikansk journalist.
Efter studier i Los Angeles blev han tidningsman där från 1910 och engagerades 1915 av United Press Association (UP), vars president han blev 1935. Baillie reste över hela jorden och genomförde intervjuer med många av tidenst stora ledare bland andra Josef Stalin, Benito Mussolini, Adolf Hitler med flera. Hans skicklighet som journalist, organisatör och affärsman bidrog till UP:s stora framgångar under hans tid som ledare för företaget.